# Flemming Serritslev
Flemming Serritslev (ur. 18 lutego 1947 w Kopenhadze) – duński piłkarz i trener, występujący w czasie kariery zawodniczej na pozycji obrońcy, reprezentant kraju w latach 1970–1976. W latach 2000–2006 trenował młodzieżową kadrę Danii, a w latach 2009–2010 młodzieżową kadrę Armenii. W 2015 został selekcjonerem reprezentacji narodowej Papui-Nowej Gwinei.

## Kariera piłkarza
Większą część swej kariery spędził w Vejle Boldklub. Przyczynił się do największych sukcesów klubu, zdobywając trzykrotnie mistrzostwo Danii w latach 1971, 1972 i 1978, wicemistrzostwo w 1974 r. oraz trzykrotnie Puchar Danii w latach 1972, 1975 i 1977. W związku z tym w latach 1972–1973 wystąpił w sześciu meczach Pucharu Europy Mistrzów Klubowych, poprzedniku obecnej Ligi Mistrzów. Zadebiutował w tych rozgrywkach 13 września 1972 r. w meczu przeciw belgijskiemu RSC Anderlecht. Dla Vejle Boldklub rozegrał łącznie 267 meczów. Pomiędzy 1970 i 1976 r. rozegrał trzy mecze w reprezentacji Danii.
W 1978 r. przeszedł do Kolding IF i po roku zakończył karierę zawodnika.

## Kariera trenerska
W 1981 r. rozpoczął trenowanie Ikast Forenede Sportsklubber, a w 1986 r. Kolding IF. Rok później trenował już Boldklubben 1909 z Odense, który wprowadził w 1990 r. do najwyższej ligi duńskiej. Pracę tam zakończył w 1992 r., zostając asystentem trenera reprezentacji Danii. W roku 2000 stał się trenerem młodzieżowej reprezentacji Danii, prowadząc ją do 2006 r. W tym roku powrócił do swego rodzimego Vejle Boldklub jako dyrektor sportowy. Nieporozumienia z zarządem klubu doprowadziły do jego opuszczenia po sześciu miesiącach pracy.
W 2008 został trenerem nigeryjskiej drużyny Nasarawa United. Rok później objął młodzieżową kadrę Armenii. W lipcu 2010 r. został dyrektorem technicznym irańskiego klubu Mes Kerman, jednocześnie będąc trenerem drugiego składu tej drużyny. W 2011 r. po odejściu Samada Marfaviego, został wyznaczony na tymczasowego trenera pierwszej drużyny, lecz został zastąpiony przez Miroslava Blaževicia zanim zdążył poprowadzić ją w jakimkolwiek meczu.
23 listopada 2015 r. został selekcjonerem drużyny narodowej Papui-Nowej Gwinei. Doprowadził ją do pierwszego w historii półfinału Pucharu Narodów Oceanii w piłce nożnej, rozegranego 8 czerwca 2016 r., w którym Papua pokonała Wyspy Salomona, by 11 czerwca w finale przegrać z Nową Zelandią dopiero po serii rzutów karnych. W eliminacjach do mistrzostw świata w 2018 r. reprezentacja Papui-Nowej Gwinei nie weszła do finału, kończąc je na trzeciej rundzie.

## Osiągnięcia
- Mistrz Danii 1971 z Vejle Boldklub
- Mistrz Danii 1972 z Vejle Boldklub
- Puchar Danii 1972 z Vejle Boldklub
- Wicemistrz Danii 1974 z Vejle Boldklub
- Puchar Danii 1975 z Vejle Boldklub
- Puchar Danii 1977 z Vejle Boldklub
- Mistrz Danii 1978 z Vejle Boldklub
- srebro w Pucharze Narodów Oceanii 2016 jako trener Papui-Nowej Gwinei